# Magny-Danigon
Magny-Danigon ist eine Gemeinde im französischen Département Haute-Saône in der Region Bourgogne-Franche-Comté.

## Geographie
Magny-Danigon liegt auf einer Höhe von 310 m über dem Meeresspiegel, acht Kilometer östlich von Lure und etwa 20 Kilometer westlich der Stadt Belfort (Luftlinie). Das Dorf erstreckt sich im östlichen Teil des Départements, in einer Talmulde nahe der Quelle des Rognon, am Westfuß der Höhen des Chérimont.
Die Fläche des 7,52 km² großen Gemeindegebiets umfasst einen Abschnitt in der gewellten Landschaft südöstlich der Ebene von Lure. Der südliche Teil des Gebietes wird von der Talmulde des Rognon eingenommen, der für die Entwässerung nach Südwesten über den Scey zum Ognon sorgt. Die Alluvialniederung liegt durchschnittlich auf 310 m und weist eine Breite von rund 500 Metern auf. Der Rognon wie auch seine Seitenbäche werden an mehreren Orten zu Fischweihern aufgestaut (Étang la Dame, Étang du Bois). Dieser Bereich wird überwiegend landwirtschaftlich genutzt. In geologisch-tektonischer Hinsicht besteht dieser Teil aus einer Wechsellagerung von kalkigen und sandig-mergeligen Sedimenten, die während der Lias (Unterjura) abgelagert wurden.
Die westlich Abgrenzung bildet die Waldung La Noye Jeannin. Nach Norden steigt das Gelände allmählich an zu den Waldhöhen des Bois Communal und des Bois de la Nanue. Mit 463 m wird auf der Westabdachung des Chérimont die höchste Erhebung von Magny-Danigon erreicht. Der Höhenrücken ist aus Buntsandstein der unteren Trias aufgebaut. Er fällt gegen Norden mit mehreren Vorsprüngen und Talnischen steil zur breiten Talmulde des Rahin am Fuß der Vogesen ab. Das Gemeindeareal erstreckt sich nicht ganz bis an den Rahin, sondern nur bis zu dessen südlichem Zufluss Beuveroux, der die Nordgrenze markiert.
Nachbargemeinden von Magny-Danigon sind Ronchamp im Norden, Champagney im Osten, Clairegoutte, Andornay und Palante im Süden sowie La Côte im Westen.

## Geschichte

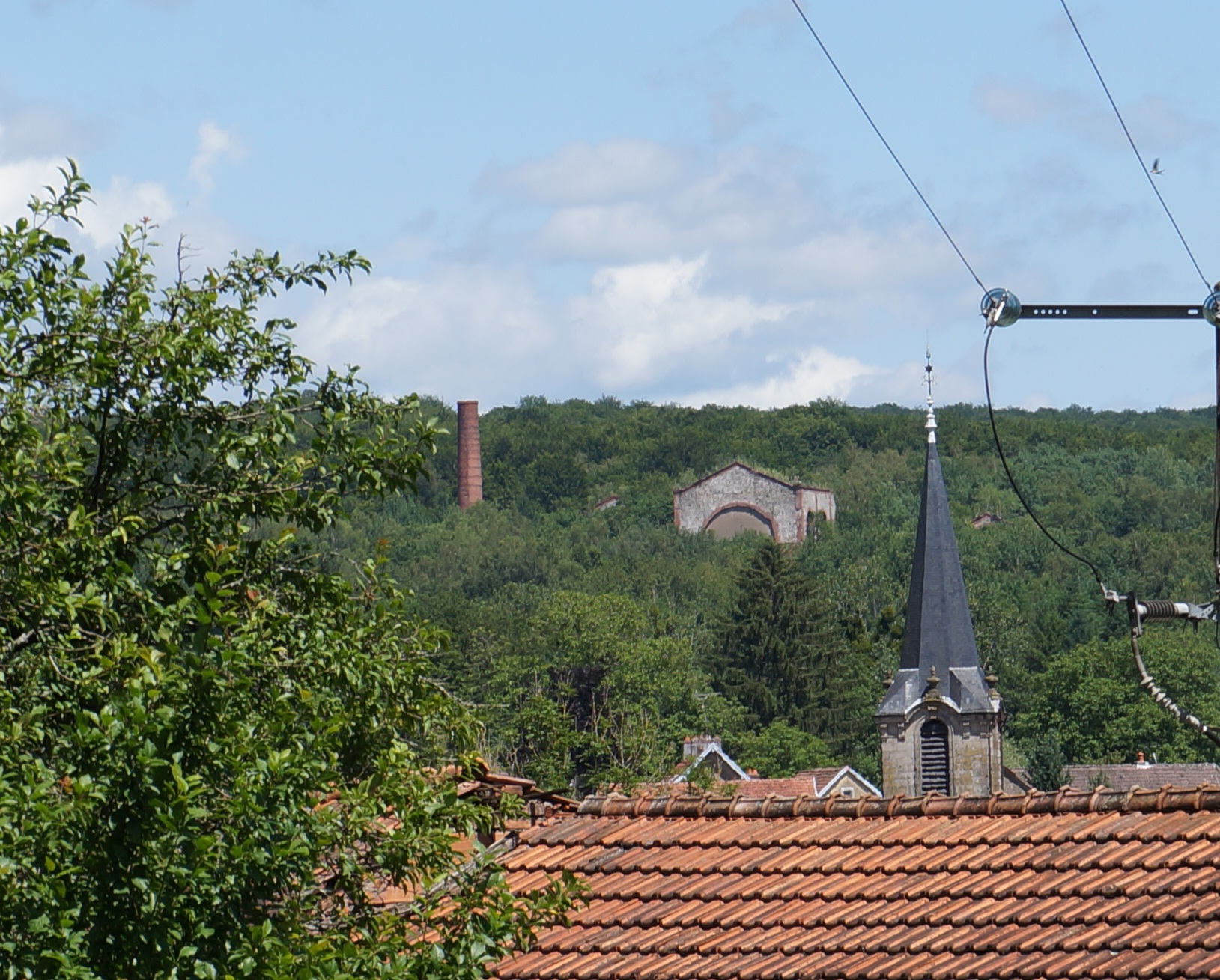
Die ehemalige Mine Arthur de Buyer, oben Magny-Danigon.

Urkundlich erwähnt wird Magny-Danigon im Jahr 1350 unter dem Namen Meingni dannegon. Aus späterer Zeit sind die Bezeichnungen Magny d'Anagon (1427), Magny danagon (1502), Maingny dannegon (1553) und Magny damphugon (1622) überliefert. Die Siedlung entstand um ein Schloss, das Hugues von Burgund erbauen ließ. Im Mittelalter gehörte Magny-Danigon zur Freigrafschaft Burgund und darin zum Gebiet des Bailliage d’Amont. Im Jahr 1304 kam der Ort an die Herrschaft Étobon und an die Grafschaft Montbéliard. Magny-Danigon wurde 1674 vom französischen König annektiert. 
Schon im 18. Jahrhundert entwickelte sich Magny-Danigon zu einem wichtigen Bergbau- und Gewerbestandort. Hier befanden sich eine Gerberei, zwei Werkzeugschmieden, vier Nagelschmieden, Töpfereien, ein Kohlebergwerk und Gipsabbau. Das Kohlebergwerk (Houillères de Ronchamp) war bis 1958 in Betrieb. Der Schacht Arthur de Buyer war damals mit 1010 m der tiefste Frankreichs. Heute ist Magny-Danigon Mitglied des 22 Ortschaften umfassenden Gemeindeverbandes Communauté de communes du Pays de Lure.

## Sehenswürdigkeiten
Die lutherische Kirche von Magny-Danigon wurde 1864 bis 1869 nach Plänen Jean Baptiste Colards neu erbaut. Ihr wich an gleicher Stelle ein früheres 1773 begonnenes Gotteshauses, eine der zwanzig Kirchen in Grafschaft und einst abhängigen Gebieten, die im Auftrag Herzog Carl Eugens in seiner langen Herrschaft neu erbaut oder erneuert wurden. Davor bestand ein Vorgängerbau aus vorreformatorischer Zeit. Zu den weiteren Sehenswürdigkeiten zählen der Brunnen auf dem Dorfplatz und die Ruinen des ehemaligen Kohlebergwerks.

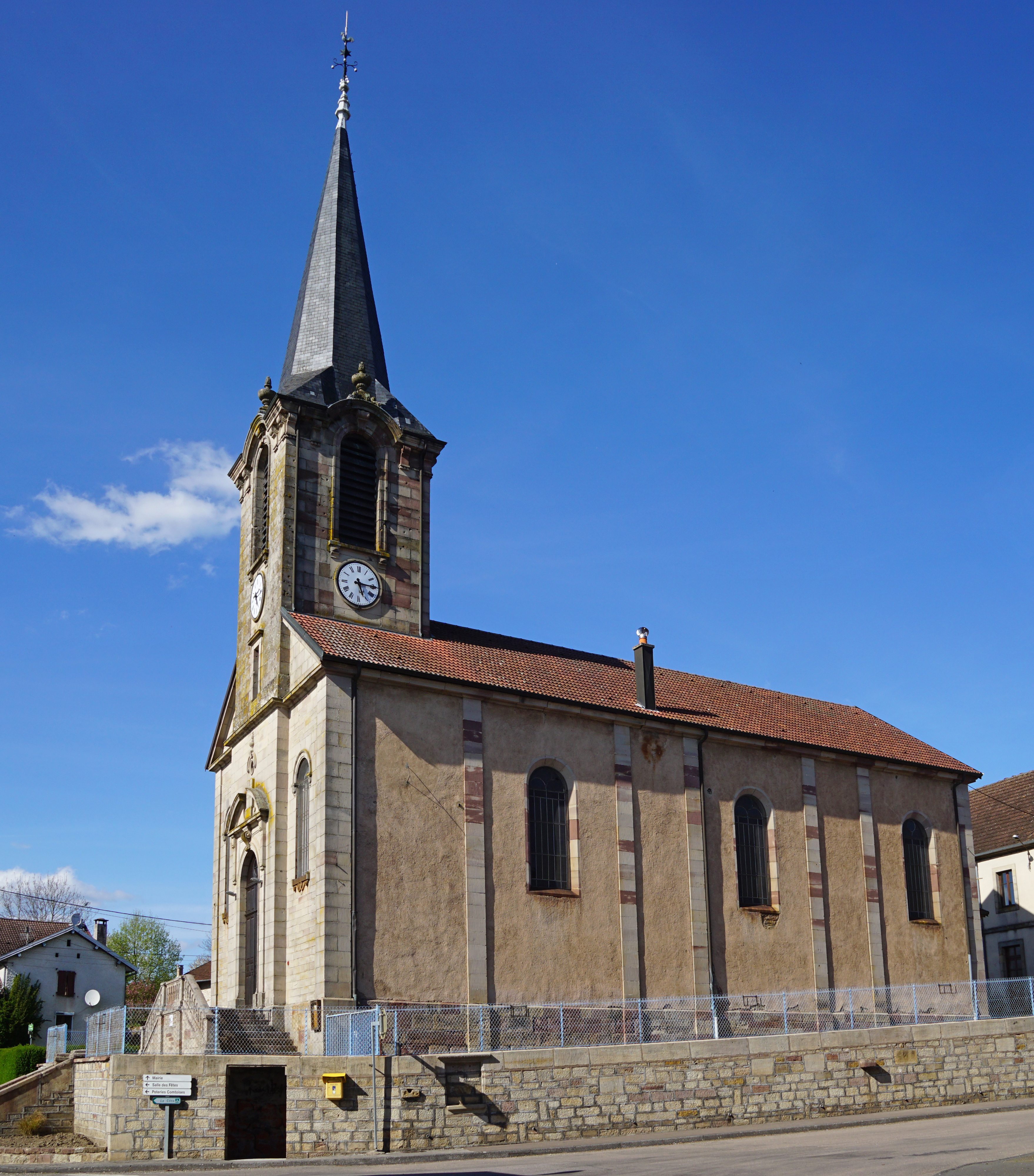
Lutherische Kirche
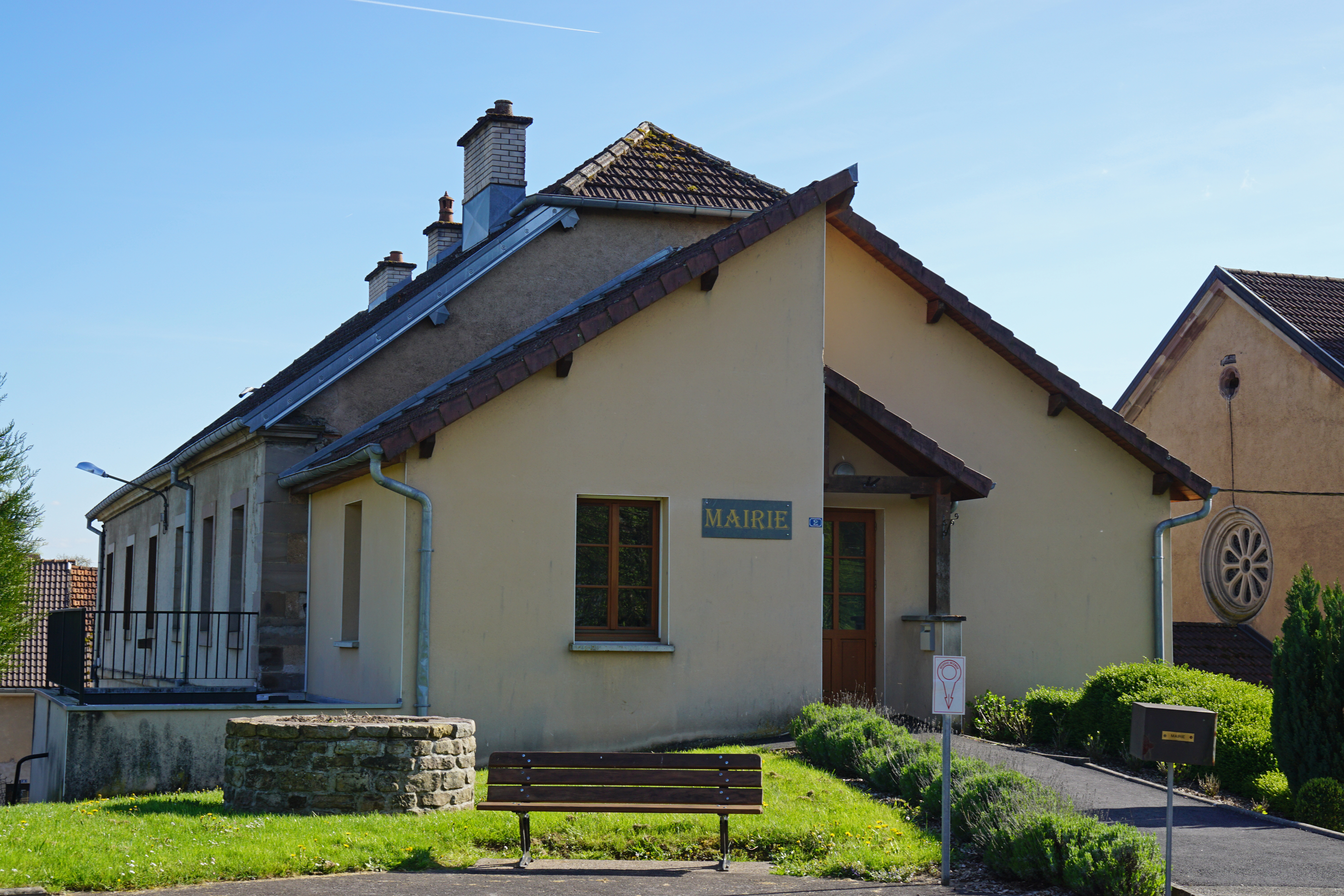
Mairie Magny-Danigon

## Bevölkerung
| Jahr                       | 1962 | 1968 | 1975 | 1982 | 1990 | 1999 | 2006 | 2018 |
| Einwohner                  | 430  | 386  | 357  | 378  | 344  | 403  | 435  | 436  |
| Quellen: Cassini und INSEE |      |      |      |      |      |      |      |      |

Mit 454 Einwohnern (1. Januar 2022) gehört Magny-Danigon zu den kleineren Gemeinden des Départements Haute-Saône. Nachdem die Einwohnerzahl seit etwa 1930 deutlich abgenommen hatte (1931 wurden noch 705 Personen gezählt), wurde seit Beginn der 1990er Jahre wieder ein Bevölkerungswachstum verzeichnet.

## Wirtschaft und Infrastruktur
Magny-Danigon war schon früh ein vorwiegend durch Gewerbe und den Kohlebergbau geprägtes Dorf. Heute gibt es verschiedene Betriebe des Klein- und Mittelgewerbes, vor allem in den Branchen Baugewerbe und Kunststoffindustrie. Ferner gibt es ein Töpferei-Atelier. In den letzten Jahrzehnten hat sich das Dorf zu einer Wohngemeinde gewandelt. Viele Erwerbstätige sind deshalb Wegpendler, die in den größeren Ortschaften der Umgebung und in der Agglomeration Belfort-Montbéliard ihrer Arbeit nachgehen.
Die Ortschaft liegt abseits der größeren Durchgangsachsen an einer Departementsstraße, die von La Côte nach Clairegoutte führt. Eine weitere Straßenverbindung besteht mit Ronchamp.